# NDUFS5
NDUFS5 (англ. NADH:ubiquinone oxidoreductase subunit S5) – білок, який кодується однойменним геном, розташованим у людей на короткому плечі 1-ї хромосоми.  Довжина поліпептидного ланцюга білка становить 106 амінокислот, а молекулярна маса — 12 518.
| 10         |  | 20         |  | 30         |  | 40         |  | 50         |
| ---------- |  | ---------- |  | ---------- |  | ---------- |  | ---------- |
| MPFLDIQKRF |  | GLNIDRWLTI |  | QSGEQPYKMA |  | GRCHAFEKEW |  | IECAHGIGYT |
| RAEKECKIEY |  | DDFVECLLRQ |  | KTMRRAGTIR |  | KQRDKLIKEG |  | KYTPPPHHIG |
| KGEPRP     |  |            |  |            |  |            |  |            |

A: Аланін

C: Цистеїн

D: Аспарагінова кислота

E: Глутамінова кислота

F: Фенілаланін

G: Гліцин

H: Гістидин

I: Ізолейцин

K: Лізин

L: Лейцин

M: Метіонін

N: Аспарагін

P: Пролін

Q: Глутамін

R: Аргінін

S: Серин

T: Треонін

V: Валін

W: Триптофан

Задіяний у таких біологічних процесах як транспорт, транспорт електронів, дихальний ланцюг, поліморфізм. 
Локалізований у мембрані, мітохондрії, внутрішній мембрані мітохондрії.